# Салар де Уюни
Салар де Уюни (на испански: Salar de Uyuni) е солено безотточно езеро в югозападната част на Боливия. Разположено е на 3653 m н.в., в южната част на платото Алтиплано между Западните Кордилери на Андите на запад и Кордилера де Чичас (част от Централните Боливийски Кордилери на изток. Площта му е 10 585 km, дължината от запад на изток 140 km, а ширината от север на юг 110 km. Всяко лято то се изпълва с дъждовна вода, но все пак остава достатъчно плитко. Основен приток е река Рио Гранде де Липас, вливаща се в него от юг. През зимата водата му пресъхва, откривайки утаени пластове минерали, предимно соли, на места с дебелина до 6 m. Тук не расте нищо, с изключение на редки кактуси. Минералният слой се простира до хоризонта и блести като огледало. В този период по дъното на Салар де Уюни може да се пътува с кола. Дъната на отделните езера в района са различно оцветени, в зависимост от минералите, съставящи утайката. На слънце околността блести в керемиденочервено, зелено, тюркоазено, сребристосиво.